# 覚醒 (アルバム)
『覚醒』（かくせい）は、GRAPEVINEのメジャーデビュー後初のミニアルバムである。1997年9月19日にポニーキャニオンより発売された。

## 解説
当時としては珍しいミニアルバムでのデビューだったが、それは当時の主流だった8cm･12cmシングルでデビューしたくないというメンバーの意思から来たもの（2ndシングル「君を待つ間」でデビューする案もあったらしい）。今作はインディーズ時代の楽曲を中心に収録されている。
なお、ここでは後に再発売される「覚醒～10th Anniversary Special Package～」に関しても記述する。

## 収録曲
1. 覚醒(作詞/作曲：田中和将)
  - スペースシャワーTV1997年9月度パワープッシュ。表題曲であり、PVも存在する曲。
2. 手のひらの上(作詞：田中和将/作曲：亀井亨)
3. 恋は泡(うたかた)(作詞：田中和将/作曲：西原誠)
公式ページの田中の記事に書いてある通り実は浮気の歌である。「泡」は本来「泡沫」と書くが、字面が良くないとの理由で一字に変えられた。
4. through time(作詞/作曲：田中和将)
5. Paces(作詞：田中和将/作曲：西川弘剛)
前述の公式ホームページの記事では「当時、バイト先からの帰路、原付バイクで走っていたら一行目の言葉が出てきた。」と語られている

## 覚醒～10th Anniversary Special Package～
- デビュー10周年記念として、デビュー盤「覚醒」をリマスタリングしたDisc1と、デビュー前のテープのみの貴重な音源を収録したDisc2の二枚組。40ページのブックレットが付いており、最新アルバム「From a smalltown」までのジャケットの撮影風景が収められている。(一部の写真は、ベスト盤「Chronology〜a young person's guide to Grapevine〜」のブックレットと重複する。)

Disc1
上の項目を参照。
Disc2
1. TIME IS ON YOUR BACK
B面ベスト盤「OUTCAST〜B-SIDES+RARERITIES〜」にも初期音源として収録されている。インディーズ時代にタワーレコード限定のマキシシングル・カセットが発売され(現在は廃盤)、PVも製作された。
2. 君を待つ間(1996ver.)
後に2ndシングルとなった楽曲の別バージョン。